# Zaleilah
«Zaleilah» (Залейла) — песня румынской группы Mandinga, представляющая страну на музыкальном конкурсе Евровидение 2012. Премьера песни состоялась в сентябре 2011 года; она стала первым синглом с пятого студийного альбома группы — Club de Mandinga. Песня заняла 2 место в хит-параде Romanian Top 100.

## Информация о песне
Название песни «Zaleilah» идёт от названия танца, который представляет группа во время её исполнения. Текст песни повествует о любовной истории между солисткой группы и её возлюбленным. В музыкальном оформлении композиции присутствуют чимпой (румынская волынка), саксофон, флейта и фортепиано. Жанр песни — смесь латино, евродэнса и хауса.
В финале румынского отбора на Евровидение «Zaleilah» набрала более 7000 голосов зрителей, однако у профессионального жюри получила 2 место. Тем не менее, песня была подвержена некоторой критике, в частности из-за «ничего собой не представляющего» вокала солистки группы, «дешёвого» звучания. Также отмечалось сходство песни с популярным хитом «Ai se eu te pego!» Мишела Тело. Песня получила поддержку и положительные отзывы от двух предыдущих участников Евровидения от Румынии — Луминицы Ангел, назвавшей её «позитивной», «летней» и «экзотической», и Михая Трэйстариу, который заявил, что песня должна войти в топ-5 финала Евровидения.

## Позиции в чартах
Сингл вышел в продажу на iTunes 9 февраля 2012 года. Он поднялся на 1 строку румынского чарта цифровых синглов Romanian Digital Chart. Песня добралась до 2 места основного румынского хит-парада Romanian Top 100.
| Чарт (2012)                            | Наивысшая позиция |
| -------------------------------------- | ----------------- |
| Молдова (Media Forest)                 | 2                 |
| Румыния (Romanian Radio Airplay Chart) | 2                 |
| Румыния (Romanian Video Chart)         | 3                 |
| Румыния (Digital Songs)                | 1                 |
| Румыния (Romanian Top 100)             | 2                 |
| Израиль (Click2Dance)                  | 5                 |

## Хронология релиза
| Страна  | Дата           | Формат               | Лейбл     |
| ------- | -------------- | -------------------- | --------- |
| Румыния | 9 февраля 2012 | цифровая дистрибуция | Cat Music |